# Въдрища
Върдища или Въдрица (на гръцки: Παλαιός Μυλότοπος, Палеос Милотопос, до 1927 година Βούδριστα, Вудриста), на турски Сари кади, е село в Егейска Македония, дем Пела на област Централна Македония.

## География
Селото е разположено в Солунското поле, на 35 m надморска височина, на 8 km северозападно от град Енидже Вардар (Яница) и на 3 km югозападно от Ново Въдрища (Неос Милотопос) между него и село Кариотица.

## История

### Етимология
Според академик Иван Дуриданов името е първоначален патроним на -ишти < -itji от рядкото лично име Въдро, запазено във фамилното име Въдрев от старобългарското *, съкратена форма на гръцкото Ανδρέας с протетично в пред ѫ подобно на новобългарското въже от старобългарското ѫже.

### В Османската империя
Селото се споменава в Слепченския поменик от XVII - XVIII век като Вадрища.
Във Въдрища е строена и една от най-старите църкви в областта – „Света Петка“ през 1756 година, която е била епископска катедра. До селото е и църквата „Свети Атанас“, строена около 1800 година вероятно като манастирски католикон и изгаряна в 1842 и 1933 година. В нея е открито евангелие от 1659 година, което се намира в Националния исторически музей в София.
В XIX век Въдрища е село в Ениджевардарска каза на Османската империя. Александър Синве („Les Grecs de l’Empire Ottoman. Etude Statistique et Ethnographique“), който се основава на гръцки данни, в 1878 година пише, че в Будриста (Boudrista), Воденска епархия, живеят 450 гърци. Към 1900 година според статистиката на Васил Кънчов („Македония. Етнография и статистика“) Въдрища (Сари Кади) брои 800 жители българи.
Към 1903 година цялото християнско население на селото преминава под върховенството на Българската екзархия. По данни на секретаря на Екзархията Димитър Мишев („La Macédoine et sa Population Chrétienne“) в 1905 година във Въдрица (Voudritza) има 560 българи екзархисти.
Кукушкият околийски училищен инспектор Никола Хърлев пише през 1909 година:
| „ | Въдрища (Сари кадъ), 9/III, 2 1/4 ч. от Бабян. Всичко 100 къщи: 90 български екзархисти и 10 цигани мухамедане, всички чифлик. Доста забогатели селяне поради извънмерното плодородие на почвата (един погон, засет с пиперки дава 50 лири годишно?). Екзархията признали в 1903 г., подир статуквото, но българско училище са имали нередовно отпреди 30 години. В селото има две черкви и две училища. Засега черквите и едното училище са затворени. Черковни имоти - 8 къщи и няколко погона ниви; годишно взимат 7-8 лири приход. Освен туй бегът дава всяка година по едно рабо земя да се обработва в полза на черквите. Отвореното училище е двуетажно, с две стаи, таваносано. И двете стаи имат по 7Х5Х3 m големина и добре се осветляват. | “ |

През септември 1910 година селото пострадва по време на обезоръжителната акция на младотурците. Част от селяните са подложени на изтезания. Кметът на Въдрища Кръсте е убит. Убит е и бившият член на ВМОРО П. Атанасов. По-късно предателят му Божил Филов е линчуван от селяните. Селото е разграбено от войската, която заплашва селяните, че ще ги избие, ако не станат гърци. В резултат от селото е изгонен българският учител Ефтим Улумчиев и селото решава да стане патриаршистко.

### В Гърция
През Балканската война в 1912 година селото е окупирано от гръцки части и остава в Гърция след Междусъюзническата война в 1913 година. 
Боривое Милоевич пише в 1921 година („Южна Македония“), че Вадрища (Вадришта) има 60 къщи славяни християни и 20 къщи цигани мохамедани.
Българското му население се изселва - емигрират официално 337 души. На тяхно място са настанени 700 понтийски гърци бежанци от Турция. В 1927 година е прекръстено на Милотопос. За бежанците е построено Ново Въдрища (Неос Милотопос). Според преброяването от 1928 година селото е чисто бежанско с 226 бежански семейства с 825 души. След извършените през 30-те години мелиорации, в селото се заселват и няколко влашки семейства. В 1940 година Ново Въдрища започва да се води като отделно селище и името на Въдрища е сменено на Палеос Милотопос, а населението му в преброяването спада на 529 души, от които според Тодор Симовски 3/5 с местен произход. Според статистиката на Народоосвободителния фронт от 1947 година от 610 жители 400 са местни, 150 бежанци и 60 власи. Според Симовски от 819 души в 1991 година над 2/3 са мести.
Тъй като землището е равнинно и се напоява добре, селото е доста богато. Произвеждат се овошки и памук и жито, но се отглежда и едър рогат добитък.
| Име      | Име       | Ново име | Ново име | Описание                  |
| -------- | --------- | -------- | -------- | ------------------------- |
| Чаир     | Τσαΐρι    | Ливади   | Λιβάδι   | местност на ЮЗ от Въдрища |
| Кларница | Κλαρνιτσα | Трохос   | Τροχός   | местност на СЗ от Въдрища |

| Година    | 1913 | 1920 | 1928 | 1940 | 1951 | 1961 | 1971 | 1981 | 1991 | 2001 | 2011 | 2021 |
| --------- | ---- | ---- | ---- | ---- | ---- | ---- | ---- | ---- | ---- | ---- | ---- | ---- |
| Население | 410  | 631  | 1098 | 529  | 617  | 763  | 754  | 753  | 819  | 831  | 720  | 644  |

## Личности
Родени във Въдрища
- Вангелис Бекос (Βαγγέλης Μπέκος), гъркомански андартски деец[16]
- Константинос Вудрислис (Κωνσταντίνος Βουδρισλής), гъркомански андартски деец, четник[17][18]